# Carlos José de Habsburgo
Carlos José de Habsburgo (em alemão: Karl Joseph ) (Viena, 7 de agosto de 1649 - Linz, 27 de janeiro de 1664) foi um arquiduque da Áustria e grão-mestre dos Cavaleiros Teutônicos (1662-1664). Ele também foi o bispo de Passau, de Olomouc, de Breslau.

## Biografia
Carlos José nasceu em Viena como o filho de Fernando III do Sacro Império Romano-Germânico e de sua prima em primeiro grau, Maria Leopoldina da Áustria. Sua mãe morreu pouco depois de dar à luz a ele. Carlos José, morreu no início da adolescência em Linz.